# Выборы губернатора Забайкальского края (2016)
Досрочные выборы губернатора Забайкальского края состоялись в Забайкальском крае 18 сентября 2016 года в единый день голосования.
На 1 января 2016 года в крае было зарегистрировано 815 093 избирателей.

## Предшествующие события
Предыдущий губернатор области Константин Ильковский был назначен временно исполняющим обязанности губернатора 1 марта 2013 года по истечении срока полномочий Равиля Гениатулина. 8 сентября 2013 года Ильковский победил на выборах губернатора Забайкальского края, набрав 71,63 % голосов.
17 февраля 2016 года президент России Владимир Путин принял отставку Ильковского по собственному желанию. Ильковский связал свою отставку с критикой со стороны «руководителей правительства». Временно исполняющей обязанности губернатора до досрочных выборов назначена Наталья Жданова, ранее занимавшая пост председателя Законодательного собрания Забайкальского края.

## Ключевые даты
- 16 июня 2016 года заксобрание края официально назначило выборы на единственно возможную дату — 18 сентября 2016 года (единый день голосования)[8].
  - 16 июня опубликован расчёт числа подписей, необходимых для регистрации кандидата[9].
  - до 17 июля — период выдвижения кандидатов[8].
  - агитационный период начинается со дня выдвижения кандидата и прекращается за одни сутки до дня голосования
- с 18 июля по 2 августа — представление документов для регистрации кандидатов. К заявлениям должны прилагаться листы с подписями муниципальных депутатов[8].
- 17 сентября — день тишины
- 18 сентября — день голосования

## Выдвижение и регистрации кандидатов
В  Забайкальском крае кандидаты выдвигаются только политическими партиями, имеющими в соответствии с федеральными законами право участвовать в выборах. Самовыдвижение не допускается.
Каждый кандидат при регистрации должен представить список из трёх человек, один из которых, в случае избрания кандидата, станет сенатором в Совете Федерации от правительства региона.

### Муниципальный фильтр
В Забайкальском крае кандидаты должны собрать подписи 8 % муниципальных депутатов и глав муниципальных образований. Среди них должны быть подписи депутатов районных и городских советов и (или) глав районов и городских округов в количестве 8 % от их общего числа. При этом подписи нужно получить не менее чем в трёх четвертях районов и городских округов. По расчёту избиркома, каждый кандидат должен собрать от 347 до 364 подписей депутатов всех уровней и глав муниципальных образований, из которых от 48 до 50 — депутатов райсоветов и советов городских округов и глав районов и городских округов не менее чем 27 районов и городских округов края.

## Кандидаты
| Кандидат          | Должность / род занятий (на момент выдвижения)                      | Партия                 | Статус           | Кандидаты в Совет Федерации |
| ----------------- | ------------------------------------------------------------------- | ---------------------- | ---------------- | --- |
| Анатолий Вершинин | директор Забайкальского аграрного института (филиал Иркутского ГАУ) | Аграрная партия России | зарегистрирован  | Г. Д. Доржиев, ген. директор ООО «Читизоответснаб» |
| Анатолий Вершинин | директор Забайкальского аграрного института (филиал Иркутского ГАУ) | Аграрная партия России | зарегистрирован  | А. Н. Суворов, ген. директор ОАО «Объединение АГРОПРОМСТРОЙ» |
| Анатолий Вершинин | директор Забайкальского аграрного института (филиал Иркутского ГАУ) | Аграрная партия России | зарегистрирован  | В. Г. Черных, директор НИИ ветеринарии Восточной Сибири (филиал Сибирского федерального научного центра агробиотехнологий РАН)                                    |
| Тагир Аглямов     | пенсионер                                                           | Патриоты России        | зарегистрирован  | Н. П. Копейкин, пенсионер |
| Тагир Аглямов     | пенсионер                                                           | Патриоты России        | зарегистрирован  | Л. Г. Рассыпнова, пенсионерка |
| Тагир Аглямов     | пенсионер                                                           | Патриоты России        | зарегистрирован  | Т. П. Ламбаев, собкор редакции газеты «Суворовский натиск» Восточного военного округа, ФГБУ «Редакция газеты «Красная звезда» Министерства обороны РФ             |
| Николай Мерзликин | депутат заксобрания Забайкальского края, глава фракции КПРФ         | КПРФ                   | зарегистрирован  | С. А. Белоногов, ген. директор АО «Завод горного оборудования» |
| Николай Мерзликин | депутат заксобрания Забайкальского края, глава фракции КПРФ         | КПРФ                   | зарегистрирован  | С. В. Сутурин, депутат заксобрания Забайкальского края |
| Николай Мерзликин | депутат заксобрания Забайкальского края, глава фракции КПРФ         | КПРФ                   | зарегистрирован  | Г. М. Адосик, советник директора ООО «Авангард» |
| Наталья Жданова   | врио губернатора Забайкальского края                                | Единая Россия          | зарегистрирована | Б. Б. Жамсуев, действующий член Совета Федерации ФС РФ от Забайкальского края                                                                                     |
| Наталья Жданова   | врио губернатора Забайкальского края                                | Единая Россия          | зарегистрирована | Т. К. Клименко, декан психолого-педагогического факультета института социальных наук, психологии и педагогики ФГБО ВО «Забайкальский государственный университет» |
| Наталья Жданова   | врио губернатора Забайкальского края                                | Единая Россия          | зарегистрирована | А. С. Петров, глава Сретенского района Забайкальского края |

## Итоги выборов
В выборах в приняли участие 304 582 человек, таким образом явка избирателей составила 37,38 %.
| Явка избирателей                                      | Явка избирателей                                      | Явка избирателей | Явка избирателей |
| ----------------------------------------------------- | ----------------------------------------------------- | ---------------- | ---------------- |
| Число избирателей, включённых в список избирателей    | Число избирателей, включённых в список избирателей    | 814 732          | 100 %            |
| Из них приняли участие в выборах (выдано бюллетеней)  | Из них приняли участие в выборах (выдано бюллетеней)  | 304 582          | 37,38 %          |
| Из принявших участие в выборах проголосовали досрочно | Из принявших участие в выборах проголосовали досрочно | 3462             | 1,14 %           |
| Процент испорченных бюллетеней                        |                                                       |                  |                  |
| Приняли участие в голосовании (возвращено бюллетеней) | Приняли участие в голосовании (возвращено бюллетеней) | 304 254          | 100 %            |
| Из них действительных бюллетеней                      | Из них действительных бюллетеней                      | 292 754          | 96,22 %          |
| Из них недействительных бюллетеней                    | Из них недействительных бюллетеней                    | 11 500           | 3,78 %           |
| Распределение голосов:                                |                                                       |                  |                  |
| 1.                                                    | Наталья Жданова                                       | 165 472          | 54,39 %          |
| 2.                                                    | Николай Мерзликин                                     | 87 434           | 28,74 %          |
| 3.                                                    | Анатолий Вершинин                                     | 29 694           | 9,74 %           |
| 4.                                                    | Тагир Аглямов                                         | 10 154           | 3,34 %           |
| Число действительных (учтённых) бюллетеней            | Число действительных (учтённых) бюллетеней            | 292 754          | 100 %            |